# 维克托·奇日科夫
维克托·亚历山德罗维奇·奇日科夫（俄语：Виктор Александрович Чижиков，1935年9月26日—2020年7月20日），苏联及俄罗斯儿童图书插畫家。1980年莫斯科奥运会吉祥物米沙熊的设计者。

## 生平
1935年生于莫斯科。1953年至1958年就读于莫斯科印刷学院美术系。1955年开始在《鳄鱼》漫画杂志工作。1959年开始在《环游世界》杂志社工作。他还曾在《莫斯科晚报》《先锋者真理报》担任美术编辑。1960年后，他为马利什、儿童文学等出版社的图书绘制插畫，包括《小熊维尼》《洋葱头历险记》《爱丽丝梦游仙境》等知名作品。1960年加入苏俄新闻工作者协会。1968年加入苏俄美术家协会。1980年，他设计的米沙熊被选为当年莫斯科奥运会的吉祥物。但他本人没有其著作权，因为相关法律文件并不存在，当时的奥委会也拒绝与他签署协议。
奇日科夫曾获荣誉勋章。1981年被授予俄罗斯苏维埃联邦社会主义共和国功勋画家荣誉称号。2016年被授予俄罗斯联邦人民画家荣誉称号。他在一次采访中承认自己是色盲。
2020年7月20日逝世。